# Zalmoxis cardwellensis
Zalmoxis cardwellensis is een hooiwagen uit de familie Zalmoxioidae.